# Битва при Пуэбле
Битва при Пуэбле — сражение начального периода франко-мексиканской войны, произошедшее 5 мая 1862 года в городе Пуэбла, победу в котором одержали мексиканцы.

## История

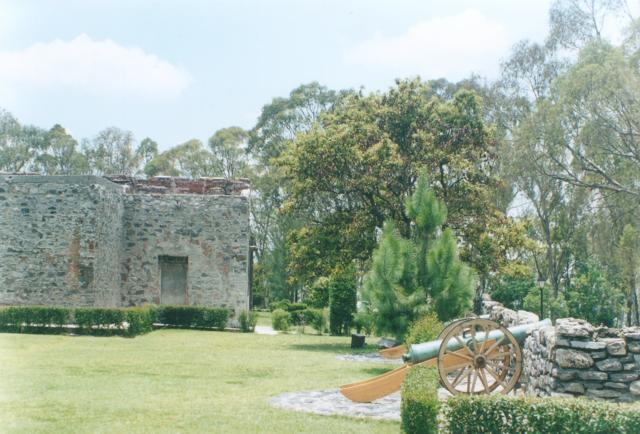
Форт Гваделупе, у которого шла битва

В 1861 году, в ответ на отказ Мексики расплатиться с её долгами, Великобритания, Испания и Франция послали войска в Мексику; они прибыли в январе 1862 года. Новое демократически избранное правительство Бенито Хуареса договорилось с англичанами и испанцами, которые быстро отозвали свои армии, но французы остались, таким образом начав период французской интервенции в Мексике.
Император Франции Наполеон III хотел обеспечить французское господство в прежней испанской колонии, включая восстановление Мексиканской империи и выдвижение на престол одного из своих родственников, эрцгерцога Максимилиана Фердинанда Австрийского. Будучи уверенными в относительно быстрой победе, 6500 французских солдат двинулись в направлении на Мехико, чтобы захватить столицу перед тем, как мексиканцы смогли бы собрать боеспособную армию.
Во время марша на Мехико у города Пуэбла французы столкнулись с ожесточенным сопротивлением малообученных, но смелых патриотов под командованием генерала Игнасио Сарагосы. Сражение между французскими и мексиканскими армиями произошло 5 мая 1862 года, когда плохо вооружённые солдаты Сарагосы в количестве  4500 человек столкнулись с гораздо лучше вооружёнными французскими войсками под командованием генерала Шарля де Лорансе.
Однако подвижная и ловкая кавалерия Сарагосы смогла остановить французских драгун, тем самым защитив от них мексиканскую пехоту. Отделив драгун от главного места сражения, мексиканцы разбили французскую пехоту. Вторжение было остановлено.

## Последствия
Несмотря на то, что Сарагоса выиграл сражение, он проиграл войну. Французский император после получения вестей о неудавшемся вторжении немедленно послал другую армию, на сей раз в количестве 30 000 солдат. К 1864 году они одержали победу над мексиканской армией и заняли Мехико. Эрцгерцог Максимилиан был провозглашён императором Мексики.

## В культуре

Марка, посвященная битве при Пуэбле, в которой победу одержала Мексика.

День битвы отмечается как праздник Синко де Майо (Пятое мая) в Мексике, а также в США (в основном латиноамериканцами южных штатов — на территориях, принадлежавших Мексике, но впоследствии аннексированных Соединёнными Штатами в результате Американо-мексиканской войны) — в (Калифорнии, Аризоне, Нью-Мексико и Техасе). С 1930-х годов в этот день рядом с международным аэропортом Мехико проходит инсценировка битвы.
Битве также посвящён фильм Пятое мая: Битва  (исп.) (2013 г.)